# 저 강은 알고 있다
"저 강은 알고 있다"(저 강은 알고 있다)는 한국에서 제작된 유동일 감독의 1966년 영화이다. 이예춘 등이 주연으로 출연하였고 김태현 등이 제작에 참여하였다.

## 출연

### 주연
- 이예춘
- 이경희
- 주증녀

## 기타
- 조명: 김평재
- 미술: 이문현